# Randers FC

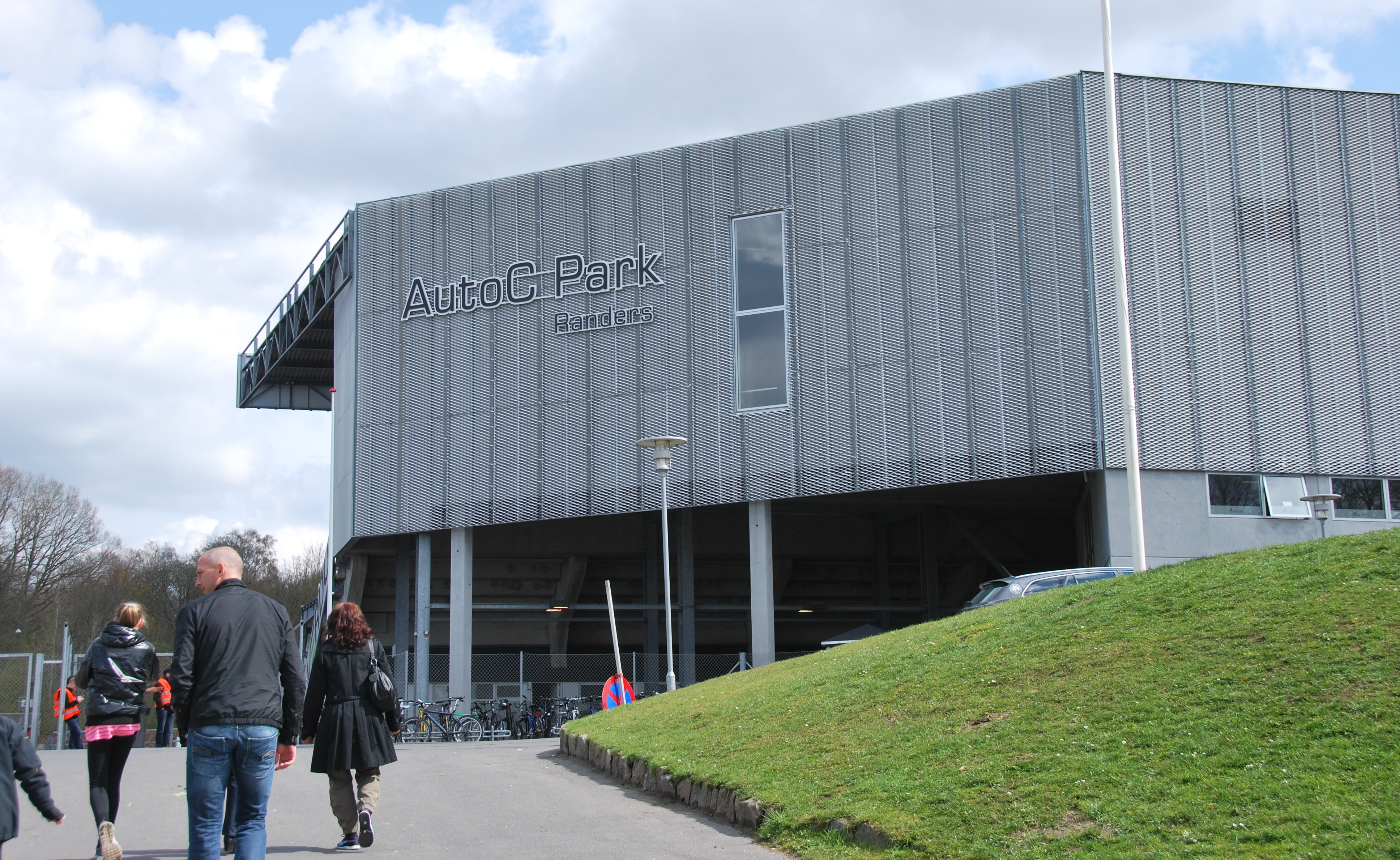
AutoC Park Randers v r. 2012

Randers FC (celým názvem Randers Football Club) je dánský fotbalový klub z města Randers na Jutském poloostrově. Byl založen v lednu 2003 sloučením týmů Randers SK Freja, Vorup FB, Dronningborg BK, Hornbæk SF, Kristrup BK a Randers KFUM a fungující na licenci Randers SK Freja, trojnásobného vítěze dánského fotbalového poháru. Klubové barvy jsou světle modrá a černá. Domácím hřištěm je AutoC Park Randers (Essex Park / Randers Stadion) s kapacitou 12 000 míst. Ve znaku klubu je vzpínající se kůň.
V sezóně 2016/17 hraje dánskou nejvyšší soutěž Superligaen.

## Úspěchy
- 1× vítěz dánského fotbalového poháru (2006)[3]